# Bomba, der Dschungel-Boy (Film)
Bomba, der Dschungel-Boy ist ein US-amerikanischer Abenteuerfilm aus dem Jahr 1949 von Ford Beebe. Produziert von Monogram ist er der Auftakt einer Reihe von Dschungelfilmen, basierend auf der Buchreihe Bomba, der Dschungelboy, die ab 1926 veröffentlicht wurde.

## Handlung
Der Fotograf George Harland und seine Tochter Patricia unternehmen eine Safari, um Wildtiere zu fotografieren. Sie begegnen dem Wildhüter Andy und dessen Führer Eli. Andy ist von den Fotos beeindruckt, die er als Lehrmaterial geeignet findet. Am nächsten Tag reist die Gruppe zum Big Rift. Als sich Patricia mit einem der Führer etwas vom Lager entfernt, wird sie von einem Jungen beobachtet. Der Begleiter wird von einem Leoparden angegriffen, das Raubtier wird von dem Jungen mit einem Speer getötet. Der Begleiter überlebt den Angriff nicht und Patricia läuft panisch weg, als sich der Junge ihr nähert. Eli findet die Leiche des Begleiters und macht sich mit Andy und Harland auf die Suche nach Patricia.
Patricia hat sich verlaufen und folgt nun dem Jungen. Als die Dämmerung hereinbricht, bittet sie ihn, sie zum Lager zu bringen. Der Junge stellt sich als Bomba vor und spricht gebrochenes Englisch. Er hat in einer Astgabel für Patricia ein Lager vorbereitet. Er erzählt ihr, dass er nur noch weiß, dass er bei einem alten weißen Mann aufgewachsen ist. Als Bomba in der Nacht das Safarilager aufsucht, wird er vom Wache stehenden Harland in die Schulter geschossen. Bomba flüchtet und wird von Patricia verarztet. Während Patricia zu einem Eingeborenendorf will, um einen Führer anzuheuern, machen sich Harland, Andy und Eli auf den Weg zum Big Rift. Dort lebt Bomba in einer Höhle, die er Patricia zeigt. Als Patricias Bluse zerreißt, hüllt sie sich in ein Leopardenfell. Sie ist fasziniert von Bombas Lebensweise.
Harland, Andy und Eli werden von einem Löwenrudel bedroht. Eli warnt davor, die Löwen zu töten. Diese dürfen nur von einem Krieger von Elis Stamm während einer speziellen Zeremonie getötet werden. Sollte ein Außenstehender einen Löwen töten, wird der Stamm den Löwen an demjenigen rächen. Schon bald sind Krieger von Elis Stamm da und bereiten die Zeremonie vor. Ein Löwe greift Eli an und wird von Andy erschossen, der so Elis Leben rettet. Andy und Eli werden nun von den Kriegern gejagt, die erst durch ein von Bomba gelegtes Buschfeuer aufgehalten werden. 
Bomba schickt Patricia zu einem Fluss, wo sie auf ihn warten soll. Unterwegs trifft sie auf ihren Vater, Andy und Eli. Mit einem von Bomba angefertigten Floß erreicht die Gruppe das andere Flussufer. Beim Anblick von Bomba erinnert sich Eli an die Geschichte über den Naturforscher Cody Cassan, der mit seinem zwei Jahre alten Jungen im Dschungel lebte. Cassan wurde krank und starb, somit war das Kind im Dschungel auf sich alleine gestellt. Harland und Patricia bieten Bomba an, in die Zivilisation zurückzukehren. Doch der verabschiedet sich und geht zurück in den Dschungel.

## Hintergrund
Gedreht wurde der Film von Mitte bis Ende Oktober 1948 in den Nassour-Studios in Hollywood.
Für einige Szenen wurden Aufnahmen aus dem 1930 gedrehten Dokumentarfilm Africa Speaks! verwendet.
Die Titelrolle des Bomba spielte Johnny Sheffield. Der Kinderdarsteller trat in acht Tarzan-Filmen an der Seite von Johnny Weissmüller als dessen Adoptivsohn Boy auf. Auch Weissmüller war nach dem Ende der Tarzan-Reihe mit der Jungle-Jim-Reihe Hauptdarsteller einer Dschungelserie.
Der Nachname des Naturforschers und Bombas Vater, Cassan, bezog sich auf Johnny Sheffield, der mit bürgerlichem Namen Jon Matthew Sheffield Cassan hieß.

## Veröffentlichung
Die Premiere des Films fand am 20. März 1949 statt. In der Bundesrepublik Deutschland kam er am 31. August 1951 in die Kinos, in Österreich bereits am 9. Juni 1950.

## Kritiken
Das Lexikon des internationalen Films schrieb: „Ein aus Archivmaterial und stümperhaften Studioaufnahmen zusammengeklebtes Dschungel-Abenteuer.“
Die Variety schrieb in einer Vorabkritik, der Film habe das, was den jugendlichen Kinogänger interessieren würde.
Der Kritiker des TV Guide fand, den Film könne man kaum als Klassiker bezeichnen, doch die Serie biete einige unterhaltsame Abenteuer, und dies sei der beste von allen.